# جيم بينديك
جيم بينديك (بالإنجليزية: Jim Benedek)‏ هو مدرب كرة قدم ولاعب كرة قدم أمريكي، ولد في 9 يونيو 1941 في بودابست في المجر، وتوفي في 30 مارس 2009 في دالاس في الولايات المتحدة. شارك مع منتخب الولايات المتحدة لكرة القدم. أما مع النوادي، فقد لعب مع دالاس تورنايدو.

## وصلات خارجية
- جيم بينديك على موقع ناشيونال فوتبول تيمز (الإنجليزية)
- جيم بينديك على موقع عالم كرة القدم.نت (الإنجليزية)